# Yucca treculeana
Yucca treculeana är en sparrisväxtart som beskrevs av Élie Abel Carrière. Yucca treculeana ingår i släktet palmliljor, och familjen sparrisväxter. Inga underarter finns listade i Catalogue of Life.

## Bildgalleri

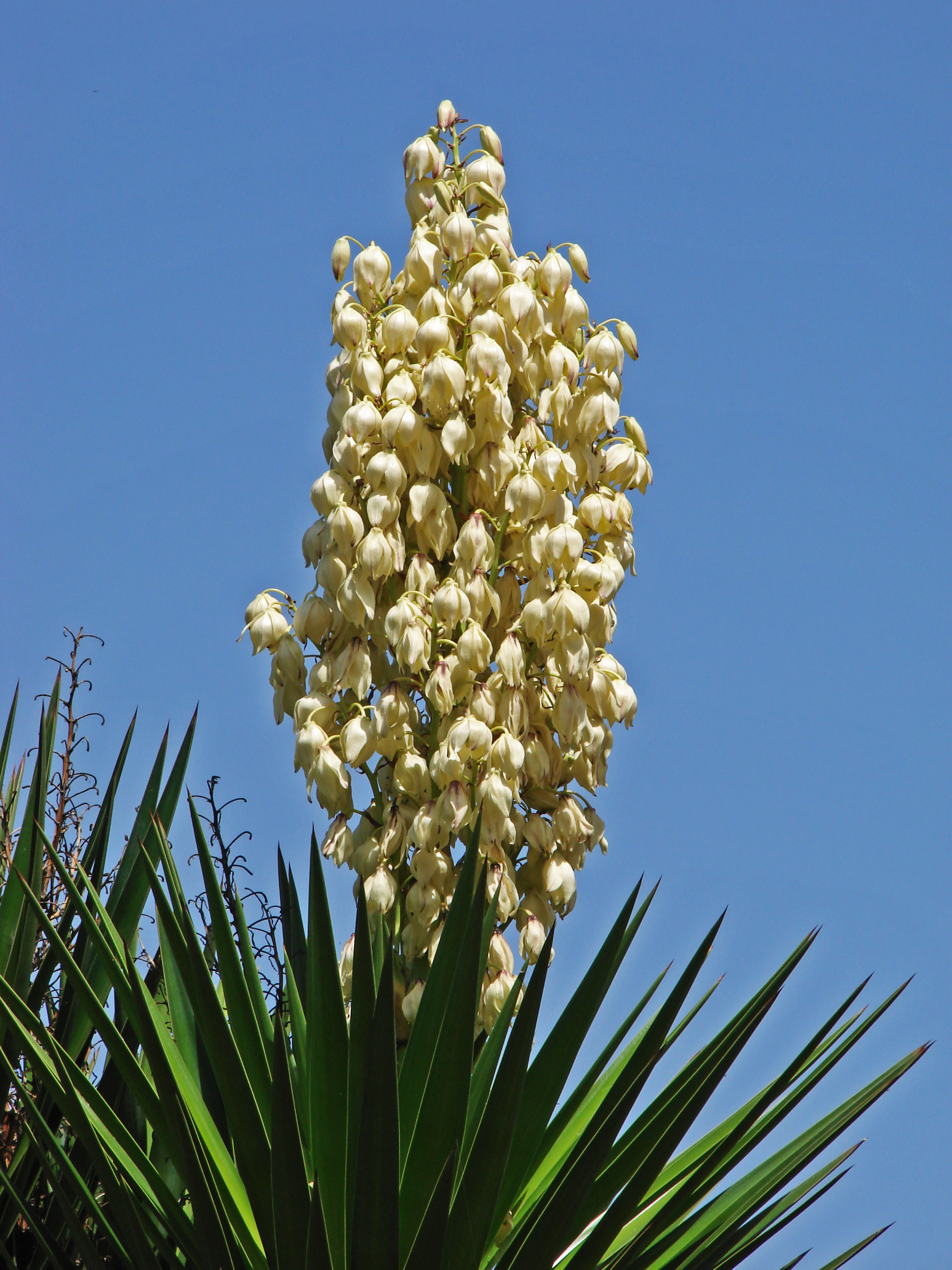
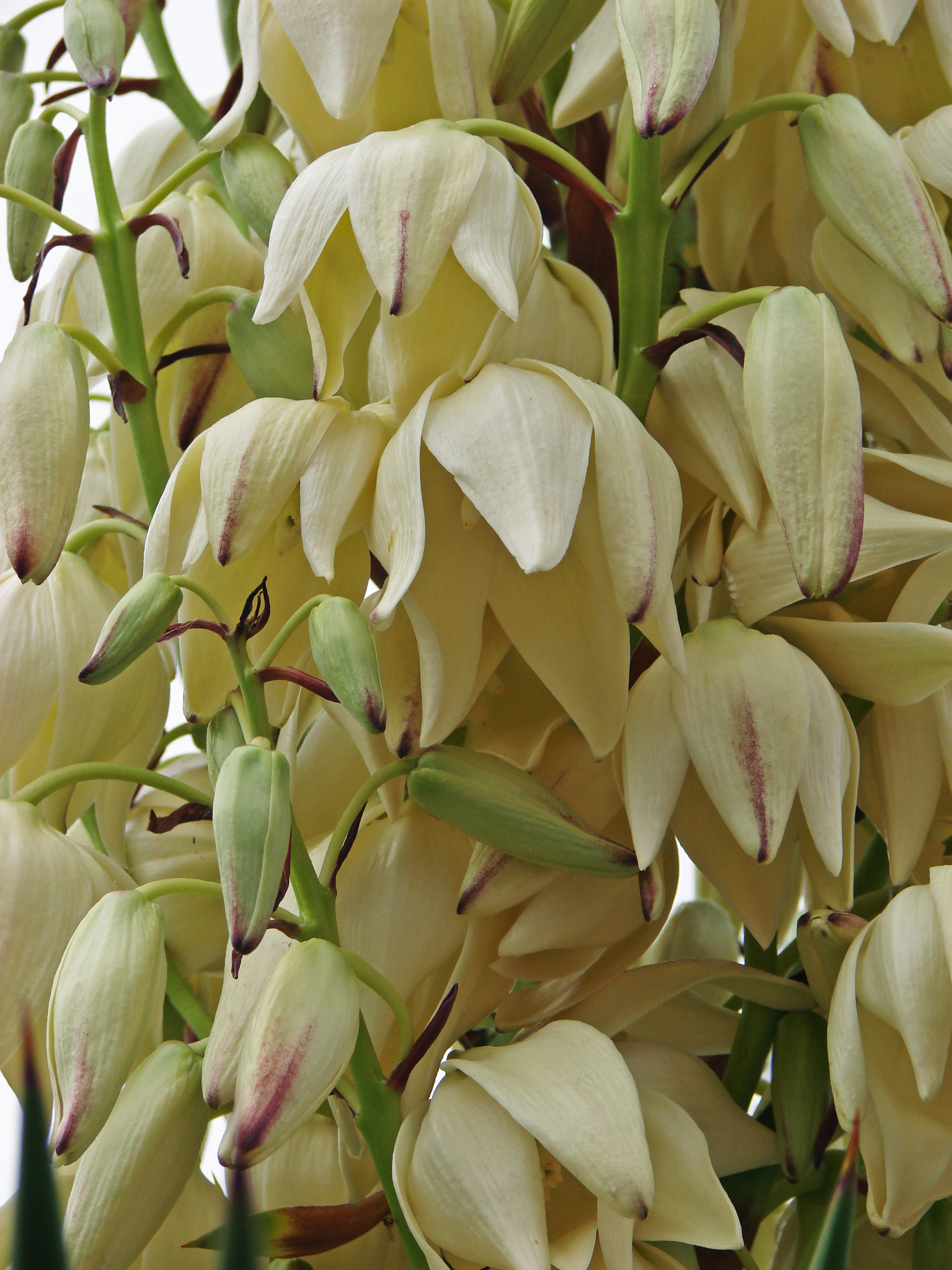
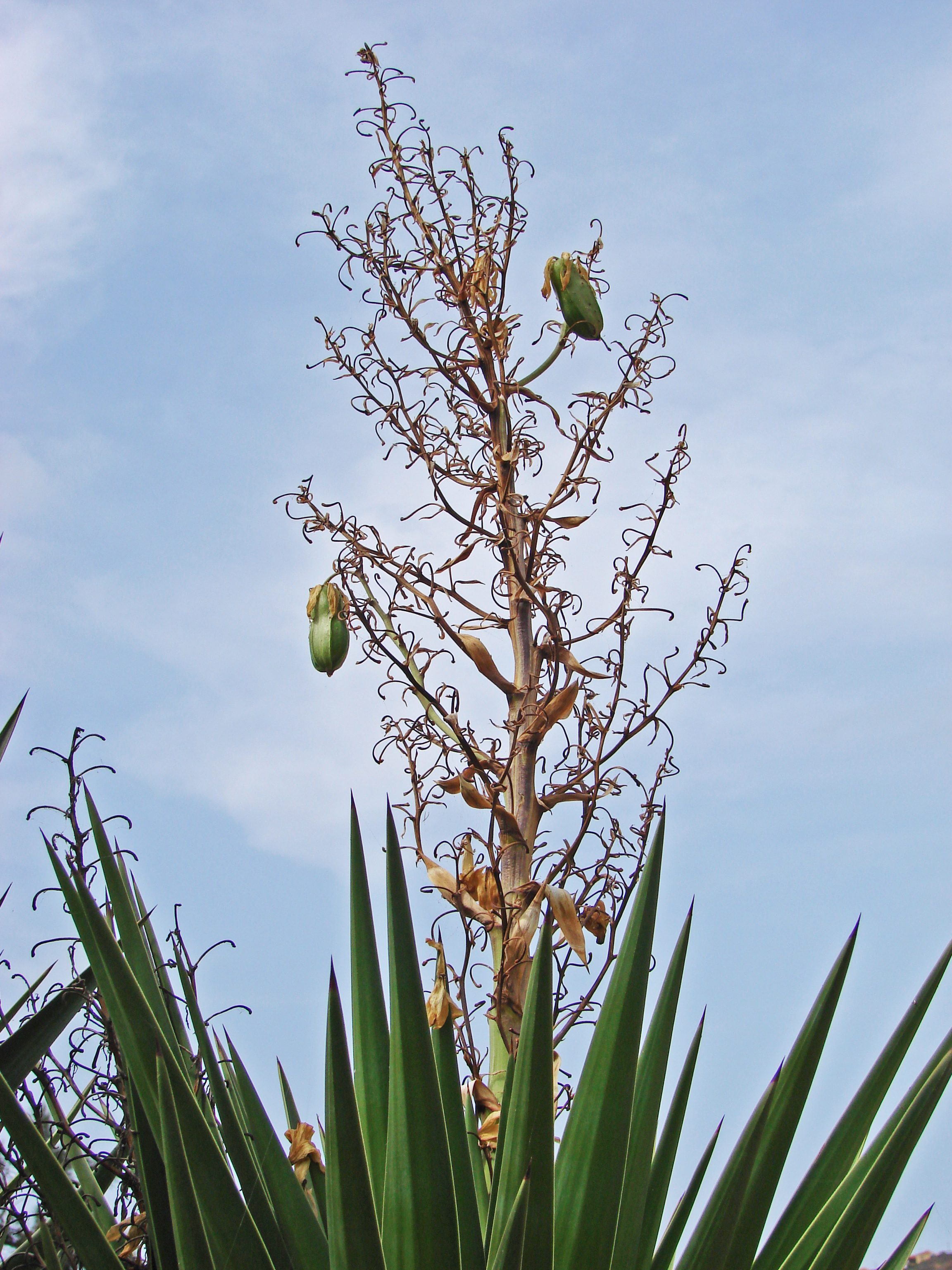
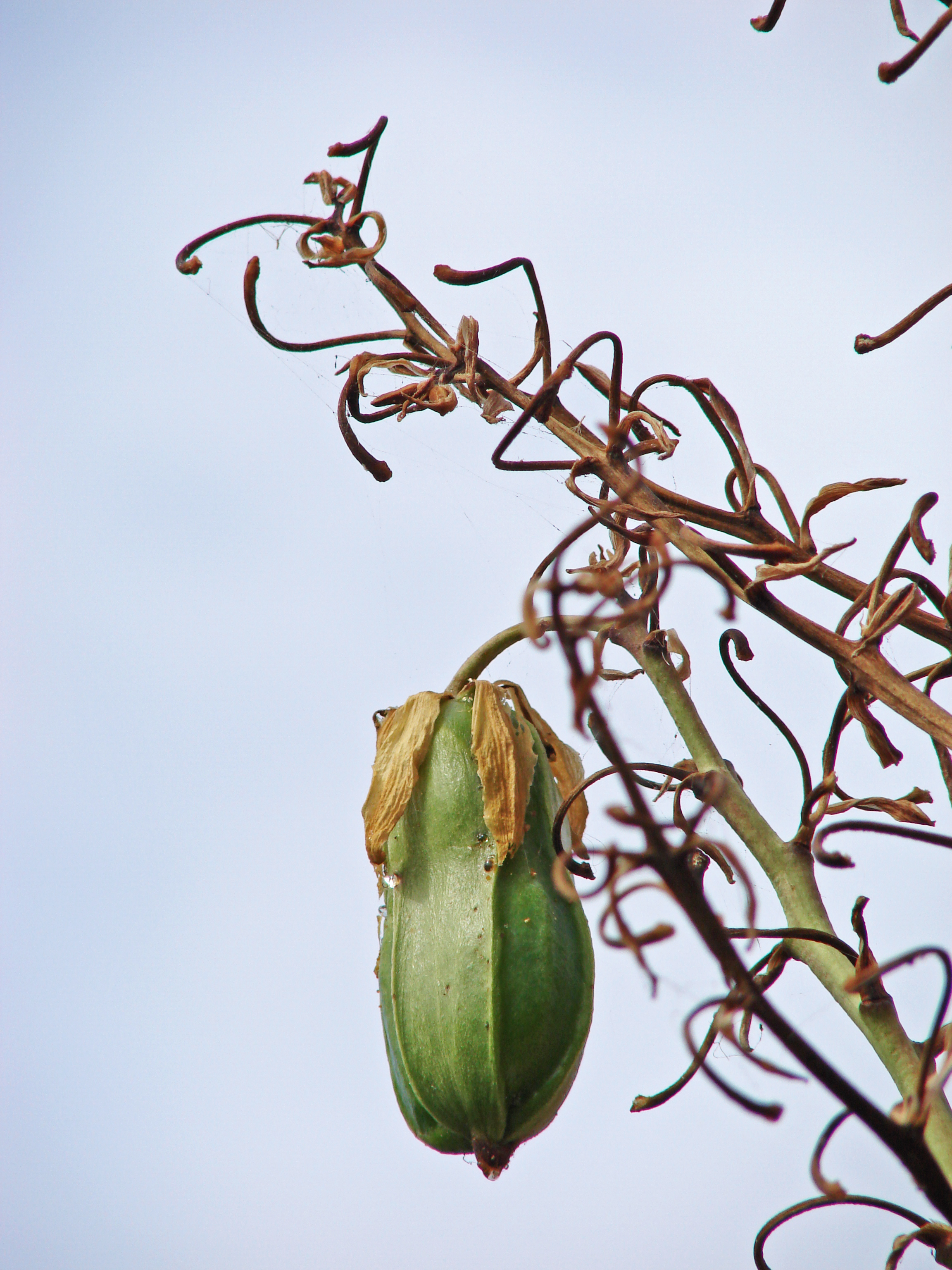